# 가드 엘마레
가드 엘마레(Gad Elmaleh, 1971년 4월 19일 ~ )는 프랑스의 배우이다.

## 출연 작품

### 영화
- 공화당 만세 (1997)
- 생명의 기차 (1998)
- 내가 속인 진실 2 (2001)
- 슈슈 (2003)
- 십일계 (2004)
- 발렛 (2006)
- 프라이스리스 (2006)
- 나의 아버지처럼 (2007)
- 라운드 업 (2010)
- 미드나잇 인 파리 (2011) - 형사 티세랑 역
- 틴틴: 유니콘호의 비밀 (2011)
- 독재자 (2012)
- 잭 앤 질 (2011)
- 해피니스 네버 컴즈 얼론 (2012)
- 드림팀 (2012)
- 캐피탈 (2012)
- 무드 인디고 (2013)
- 더 미드나잇 오케스트라 (2015)
- 파타야 : 얼간이들의 파타야 축제 (2016)

### TV
- 새터데이 나이트 라이브 (2016)